# 公衆衛生法
公衆衛生法（こうしゅうえいせいほう、英: public health law）とは、公衆衛生に関する法律の総称である。

## 英国
救貧法が制定されていたが、1834年、エドウィン・チャドウィックが労働力確保のために救貧法の対象となる労働者の処遇条件を一般労働者よりも低くする「劣等処遇の原則」をもとに法改正を行った。ところがこの救貧政策は推進するほど病人が残されるようになり、その背景に地域の衛生問題があることが認識されるようになった。そこでチャドウィックは全国の労働者の衛生状態について悉皆的な調査を行ったが、その報告で特定の対策を明らかにすることはできないとし、疾病予防のためには全数予防が必要であるとして自治体の制度を画一化して公衆衛生体制を定式化して進めることを主張した。
1848年、チャドウィックは公衆衛生法（Public Health Act）を起草し、中央に保健総局（General Board of Health）、地方に地方保健局（Local Board of Health）、各保健局には保健医官（Medical Officer of Health）を設置した。
産業革命の進行により過酷な労働環境で倒れる労働者が多くなると、地域における医師の役割が大きくなり、1815年にアポセカリー法が制定されてアポセカリー（中世にみられる地域の薬屋）が医学校で学び一般医となる道が開かれた。
しかし、チャドウィックの施策は専制的で極めて人気が悪かったため、1854年に保健総局の職を追われ、1855年に保健医官だったジョン・シモンが後任に就いた。シモンによって起草された1875年の公衆衛生法は、1936年まで存在し、世界の公衆衛生法のモデルとなった。

## 日本
日本では1874年に欧米視察の経験がある長与専斎の起草により「医制」が発布された。
1910年には農商務省の嘱託医だった石原修が工場衛生調査の報告を行い、1911年に工場法が制定された。
1919年には結核予防法が結核患者の増加を抑えることができず、公衆衛生対策の拠点を整備するため1937年に保健所法が制定された。
第二次世界大戦後、1948年に予防接種法、1950年に精神衛生法、1951年に新結核予防法、1952年に栄養改善法が制定され、公衆衛生体制の基礎が整えられた。